# Cold War Kids
Cold War Kids ist eine US-amerikanische Indie-Rock-Band aus Whittier, Kalifornien.

## Bandgeschichte

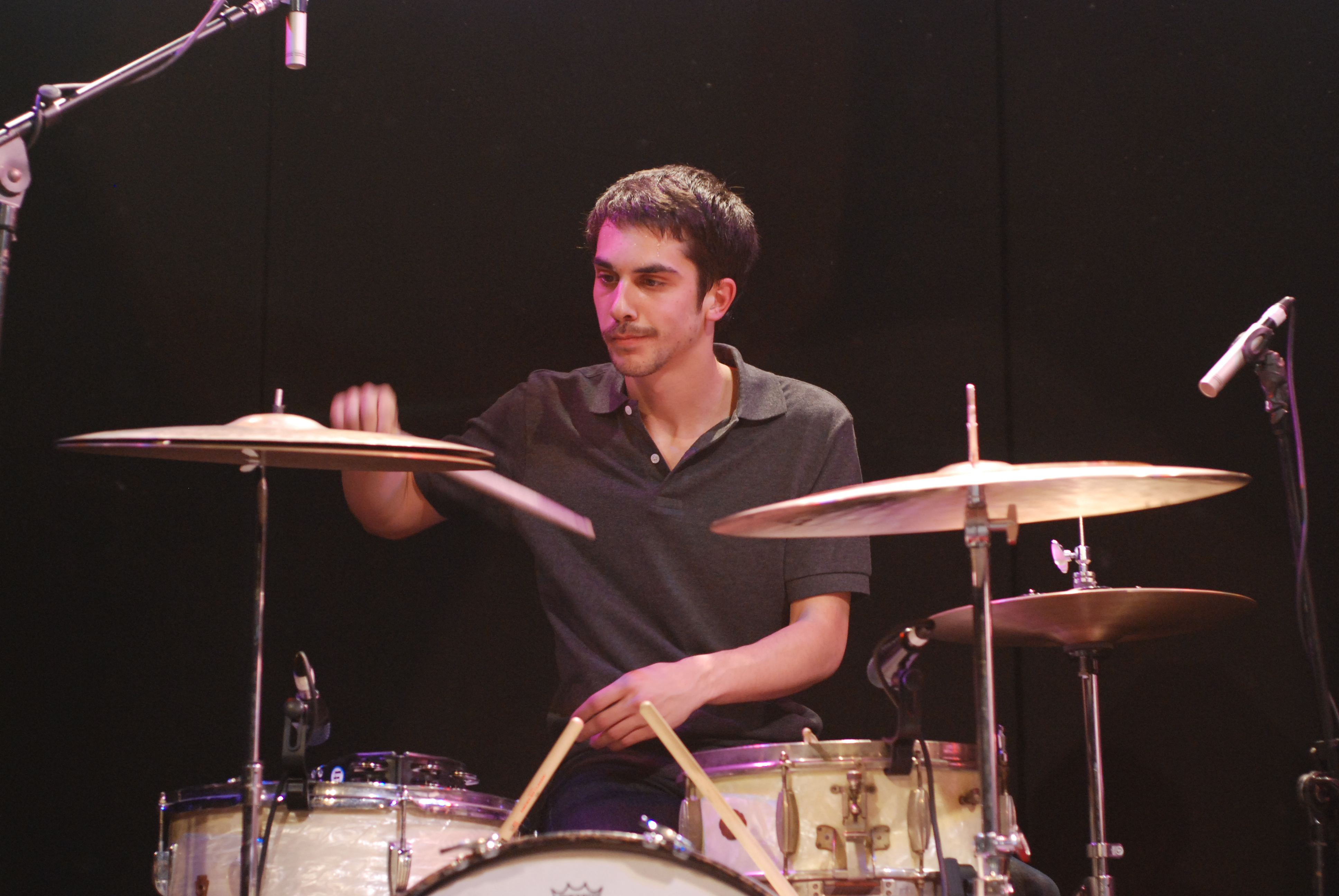
Schlagzeuger Matt Aveiro

Nachdem sich drei der vier Bandmitglieder auf einem christlichen College kennengelernt hatten, gründeten sie die Band 2004 in ihrer Heimatstadt Fullerton. Danach zog das Quartett nach Los Angeles, um dort erste Demos aufzunehmen. Die Band kam bei Monarchy Music unter Vertrag und veröffentlichte 2005 ihre Debüt-EP Mulberry Street. Im Laufe des Jahres gelangte sie in den Dunstkreis der Szene-Blogger, wurde dadurch zum Geheimtipp und tourte 2006 vor allem mit den Tapes ’n Tapes oder den Figurines. Die Aufmerksamkeit von Pitchfork und NME auf sich gerichtet, wechselte die Band zu Downtown Records und veröffentlichen dort, nach weiteren EPs, gegen Ende des Jahres ihr Debütalbum Robbers & Cowards.
2010 veröffentlichte die Band das Album Mine Is Yours. Gitarrist Jonnie Russell verließ 2012 die Band und wurde durch Dann Gallucci (früher Modest Mouse) ersetzt. In den folgenden Jahren konnte die Band einige Erfolge verbuchen. So erreichte die Single First (2015) Platz 1 der „Billboard Alternative Songs“ Charts. 2015 spielten die Cold War Kids beim bedeutenden Lollapalooza-Festival in Chicago.

## Diskografie

### Alben
- 2007: Robbers & Cowards (Downtown Recordings)
- 2008: Loyalty to Loyalty (Downtown Recordings)
- 2011: Mine Is Yours (Cooperative Music (Universal))
- 2013: Dear Miss Lonelyhearts (Cooperative Music (Universal))
- 2014: Hold My Home (Downtown Recordings)
- 2017: L.A. Divine (Capitol Records)
- 2019: New Age Norms 1
- 2020: New Age Norms 2
- 2021: New Age Norms 3
- 2023: Cold War Kids

### EPs
- 2005: Mulberry Street (Monarchy Music)
- 2005: With Our Wallets Full (Monarchy Music)
- 2006: Up in Rags (Monarchy Music)
- 2006: We Used to Vacation (V2)
- 2006: Benefit at the District (Download)
- 2008: Live at Fingerprints (Downtown Recordings)
- 2008: Live from the Paradiso (Downtown Recordings)
- 2009: Behave Yourself (Downtown Recordings, V2)
- 2011: Live at Third Man (Third Man Records)
- 2013: Tuxedos (Downtown Recordings)
- 2015: Five Quick Cuts (Downtown Recordings)
- 2017: Los Feliz Blvd (Capitol Records)

### Singles
- 2006: Hair Down
- 2006: We Used to Vacation
- 2007: Hang Me Up to Dry (US: Gold)
- 2007: Hospital Beds
- 2008: Something Is Not Right with Me
- 2008: I've Seen Enough
- 2009: Audience
- 2010: Louder Than Ever
- 2011: Skip the Charades (US: Gold)
- 2011: Finally Begin
- 2011: Royal Blue
- 2012: Minimum Day
- 2013: Miracle Mile
- 2014: A Million Eyes
- 2014: All This Could Be Yours
- 2015: First (US: Platin)
- 2017: Love Is Mystical
- 2017: Can We Hang On?
- 2017: Restless
- 2017: So Tied Up (feat. Bishop Briggs)

## Auszeichnungen für Musikverkäufe
| Goldene Schallplatte - Brasilien - 2024: für die Single First | Platin-Schallplatte - Neuseeland - 2023: für die Single First |

Anmerkung: Auszeichnungen in Ländern aus den Charttabellen bzw. Chartboxen sind in ebendiesen zu finden.
| Land/RegionAuszeichnungen für Musikverkäufe (Land/Region, Auszeichnungen, Verkäufe, Quellen) | Silber  | Gold     | Platin     | Verkäufe  | Quellen             |
| -------------------------------------------------------------------------------------------- | ------- | -------- | ---------- | --------- | ------------------- |
| Brasilien (PMB)                                                                              | —       | Gold1    | —          | 30.000    | pro-musicabr.org.br |
| Neuseeland (RMNZ)                                                                            | —       | —        | Platin1    | 30.000    | radioscope.co.nz    |
| Vereinigte Staaten (RIAA)                                                                    | —       | 2× Gold2 | Platin1    | 2.000.000 | riaa.com            |
| Vereinigtes Königreich (BPI)                                                                 | Silber1 | —        | —          | 60.000    | bpi.co.uk           |
| Insgesamt                                                                                    | Silber1 | 3× Gold3 | 2× Platin2 |           |                     |